# 215 f.Kr.

## Händelser

### Efter plats

#### Karthago
- Karthagerna misslyckas med att återerövra Sardinien.

#### Spanien
- Den karthagiske generalen Hannibal kan inte få några förstärkningar från Spanien till de av sina styrkor, som finns stationerade i Italien, på grund av den romerske generalen Publius Cornelius Scipios och hans bror Gnaeus Cornelius Scipio Calvus aktiviteter. I ett slag vid Dertosa nära floden Ebro lyckas dessa båda nämligen hindra den karthagiske generalen Hasdrubals försök att ta sig till Italien.

#### Romerska republiken
- Den romerska lagen Lex Oppia instiftas av Gaius Oppius, en plebejisk tribun under Quintus Fabius Maximus Verrucosus och Tiberius Sempronius Gracchus konsulat. Lex Oppia är den första av ett antal "lyxlagar", som instiftas i Rom. Den inte bara begränsar kvinnors rikedom, men också deras rätt att visa upp den.
- Den romerske konsuln Tiberius Sempronius Gracchus blir överraskad och dödad av Hannibals styrkor, medan den romerske generalen Marcus Claudius Marcellus återigen slår tillbaka ett anfall av Hannibal mot staden Nola.
- Hannibals styrkor ockuperar städerna Tarentum, Heraclea och Thurii. Han lyckas dock inte förhindra att romarna belägrar Capua.

#### Grekland
- Filip V av Makedonien och Hannibal förhandlar fram en allians, enligt vilken de lovar varandra ömsesidigt stöd och försvar. De beslutar att stödja varandra mot Rom och att Hannibal skall ha rätt att sluta fred med romarna, men att en sådan fred skall inkludera Filip och att Rom skall tvingas ge upp Korkyra, Apollonien, Epidamnos, Faros, Dimale, Parthini och Atintanien samt till Demetrios från Faros återlämna alla områden, som direkt styrs av Rom.

#### Seleukiderriket
- Den seleukidiske kungen Antiochos III går över Taurusfloden och förenar sina styrkor med Attalos av Pergamon samt lyckas genom ett fälttåg beröva den upproriske generalen Achaios alla sina territorier och dessutom erövra Sardis (med undantag av citadellet).

## Födda
- Antiochos IV Epifanes, kung av Seleukiderriket (född omkring detta år; död 164 f.Kr.)

## Avlidna
- Hiero II, tyrann av Syrakusa sedan 270 f.Kr. (född omkring 308 f.Kr.)
- Apollonios Rhodios, grekisk poet, grammatiker och författare till Argonautica, ett epos på fyra böcker om argonauternas resa (död omkring detta år; född omkring 290 f.Kr.)